# Niklaus von Flüe (1504–1597)
Niklaus von Flüe, auch Niklaus I., (* 1504 in Sachseln; † 1597) war ein Schweizer Politiker und mehrfacher Obwaldner Landammann.

## Familie
Sein Vater Walter von Flüe war ein Sohn des Einsiedlers Niklaus von Flüe (Bruder Klaus). Niklaus von Flüe heiratete Dorothea Windlin. Sein Sohn Niklaus II. (um 1531–1611) regierte zweimal 1506/07 und 1610/11 als Landammann. 1551 war von Flüe Teilhaber des Eisenbergwerks im Melchtal.

## Ämter
1536 war von Flüe Vertreter der Sachsler Kirchgenossen vor dem Fünfzehnergericht. Ab 1540 war er mehrmals Mitglied des Fünfzehnergerichts. 1550 war er beteiligt in der oppositionellen Bewegung gegen die Regierung. In den Jahren 1552, 1557, 1560, 1565, 1568, 1572, 1576, 1580, 1585 und 1589 war er Obwaldner Landammann. Zwischen 1552 und 1589 war er fast ständig Tagsatzungsgesandter Obwaldens. Im Jahr 1591 scheint von Flüe aus dem Ammännerkollegium zurückgetreten zu sein.
In seinem Wappen führte Niklaus von Flüe in Rot auf drei weissen Felszacken einen nach rechts schreitenden weissen Steinbock mit der Umschrift auf unten und oben eingerolltem Spruchband: «S • KLOVS • VON • FLV». Sein Sohn benutzte dasselbe Siegel.